# Moon Unit Zappa
Pour les articles homonymes, voir Zappa (homonymie).
Moon Unit Zappa (née le 28 septembre 1967 à New York dans l'État de New York, aux États-Unis) est la fille aînée du musicien Frank Zappa et de son épouse Gail Sloatman. Outre son prénom particulier, elle a été remarquée, âgée de 14 ans, pour avoir chanté avec son célèbre père en 1982, sur le titre Valley Girl. Dans cette chanson, Moon Unit Zappa énumère une collection de termes de slang (argot américain) populaires dans la vallée de San Fernando, à Los Angeles. Valley Girl est la seule chanson de Frank Zappa à avoir atteint le top 40 aux États-Unis.

## Biographie
Adulte, Moon Unit Zappa devient comédienne dans la sitcom Normal Life et Curb your Enthusiasm sur les ondes de HBO et apparaît dans le film d'horreur En plein cauchemar en 1983, elle devient également stand-up comic et auteur. Elle a écrit le roman America, the Beautiful, publié par Touchstone le 11 septembre 2001.
Moon Unit Zappa, mariée à Paul Doucette (en), batteur du groupe américain Matchbox Twenty, donne naissance à son premier enfant, une fille prénommée Mathilda Plum, le 21 décembre 2004, le jour de ce qui aurait été le 64e anniversaire de Frank.
Comme ses trois frères et sœurs, Dweezil, Ahmet et Diva Zappa, Moon Unit porte un prénom original, inventé par ses parents. Ce prénom qui signifie simplement « Module lunaire » est source d'amusement. On y retrouve une référence dans le film Austin Powers 2 : L'Espion qui m'a tirée (Austin Powers: The Spy Who Shagged Me), le Docteur Denfer divise ses hommes en deux équipes, l'équipe Alpha et l'équipe Zappa (en anglais « Moon Unit Zappa »).